# Vicente Nava, Lerdo
Vicente Nava är en ort i Mexiko.   Den ligger i kommunen Lerdo och delstaten Durango, i den centrala delen av landet, 800 km nordväst om huvudstaden Mexico City. Vicente Nava ligger 1 160 meter över havet och antalet invånare är 476.
Terrängen runt Vicente Nava är kuperad åt sydost, men åt nordväst är den platt. Runt Vicente Nava är det ganska glesbefolkat, med 47 invånare per kvadratkilometer. Närmaste större samhälle är Ciudad Lerdo, 17,5 km öster om Vicente Nava. Trakten runt Vicente Nava består till största delen av jordbruksmark.